# Still-Video-Kamera

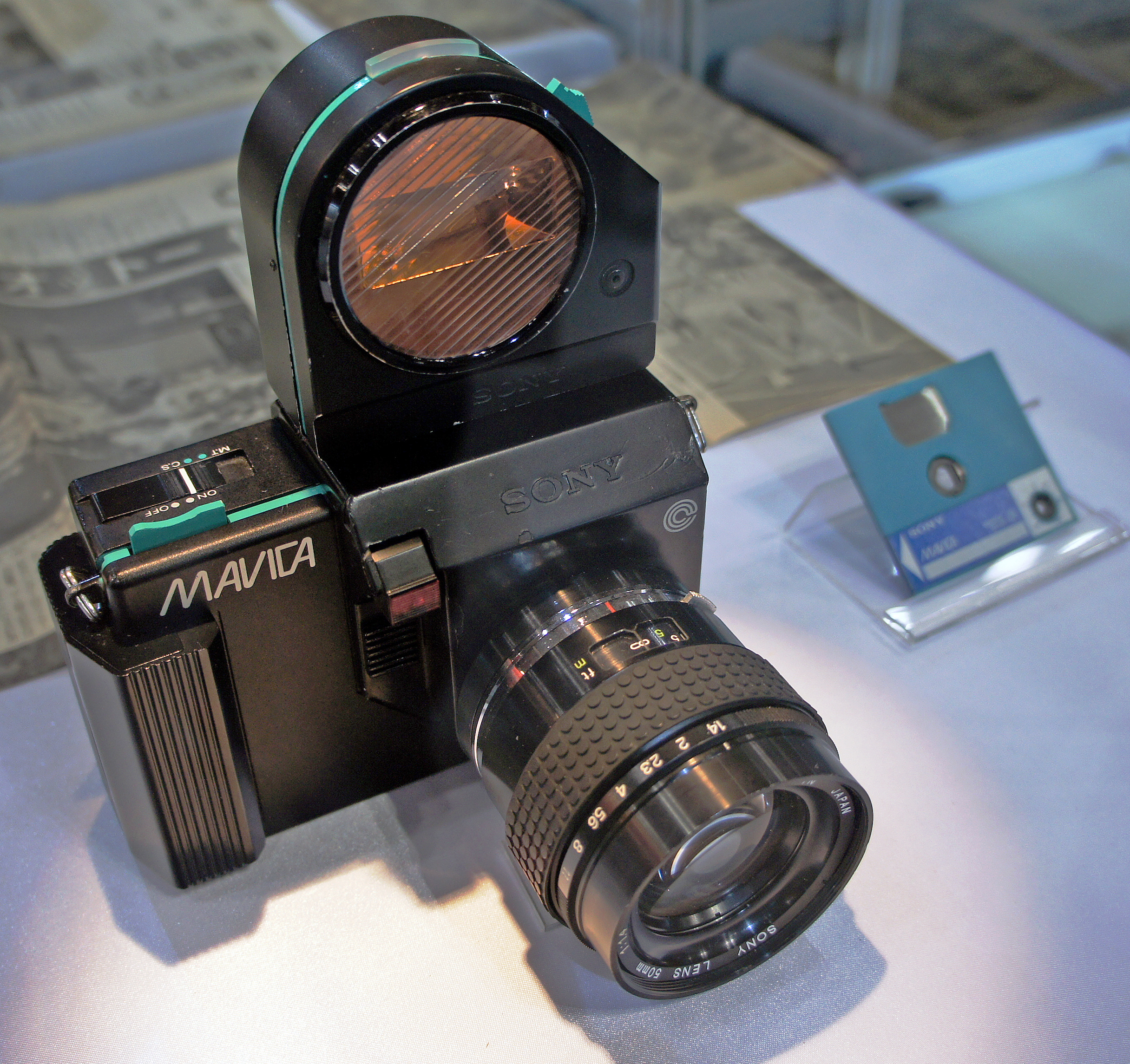
Sony Mavica (1981), die erste Still-Video-Kamera

Eine Still-Video-Kamera ist eine elektronische Kamera, die mit einem elektronischen Bildsensor ausgestattet ist und Standbilder in analoger Form auf einer genormten 2-Zoll-Magnetspeicherscheibe (engl. Video Floppy Disk) speichert. Der Bildsensor – üblicherweise ein CCD-, bei manchen Modellen ein MOS-Sensor – entstammt der Videokameratechnik der frühen 1980er Jahre. Zur Wiedergabe der Bilder wird die Magnetscheibe mit der Bildrate des verwendeten Videosystems gedreht, wodurch das Bild wieder und wieder gelesen und so ein Videostrom erzeugt wird, der über ein herkömmliches Fernsehgerät wiedergegeben werden kann. Frühe Still-Video-Kameras benötigten dazu noch ein externes Abspielgerät, spätere Modelle hatten eine eingebaute Wiedergabemöglichkeit.
Populär wurden diese Kameras in den späten 1980ern. Sie können als Vorgänger der digitalen Kameras angesehen werden. Zu den bekanntesten Modellen gehörten Sonys Mavica und Canons Ion- und Xapshot-Kameras. Die Still-Video-Ära wurde 1981 mit der Ankündigung der Sony Mavica eingeläutet, obwohl es damals noch keinen verabschiedeten Standard für die Still-Video-Norm gab. In der Zeit zwischen 1981 und 1994 wurden insgesamt gut 50 Modelle angekündigt und teilweise vermarktet. Da Still-Video-Kameras das Ausgangssignal des Bildsensors analog aufzeichnen, kann man sie nicht als Digitalkameras betrachten. Erst 1983 beschlossen über 40 Kamerahersteller, die Still-Video-Kamera und ihr Speichermedium, die 2-Zoll-Video-Floppy-Disk, zu standardisieren. Dieses Gremium wurde Electronic Still Camera Standardization Committee (ESCSC) genannt.

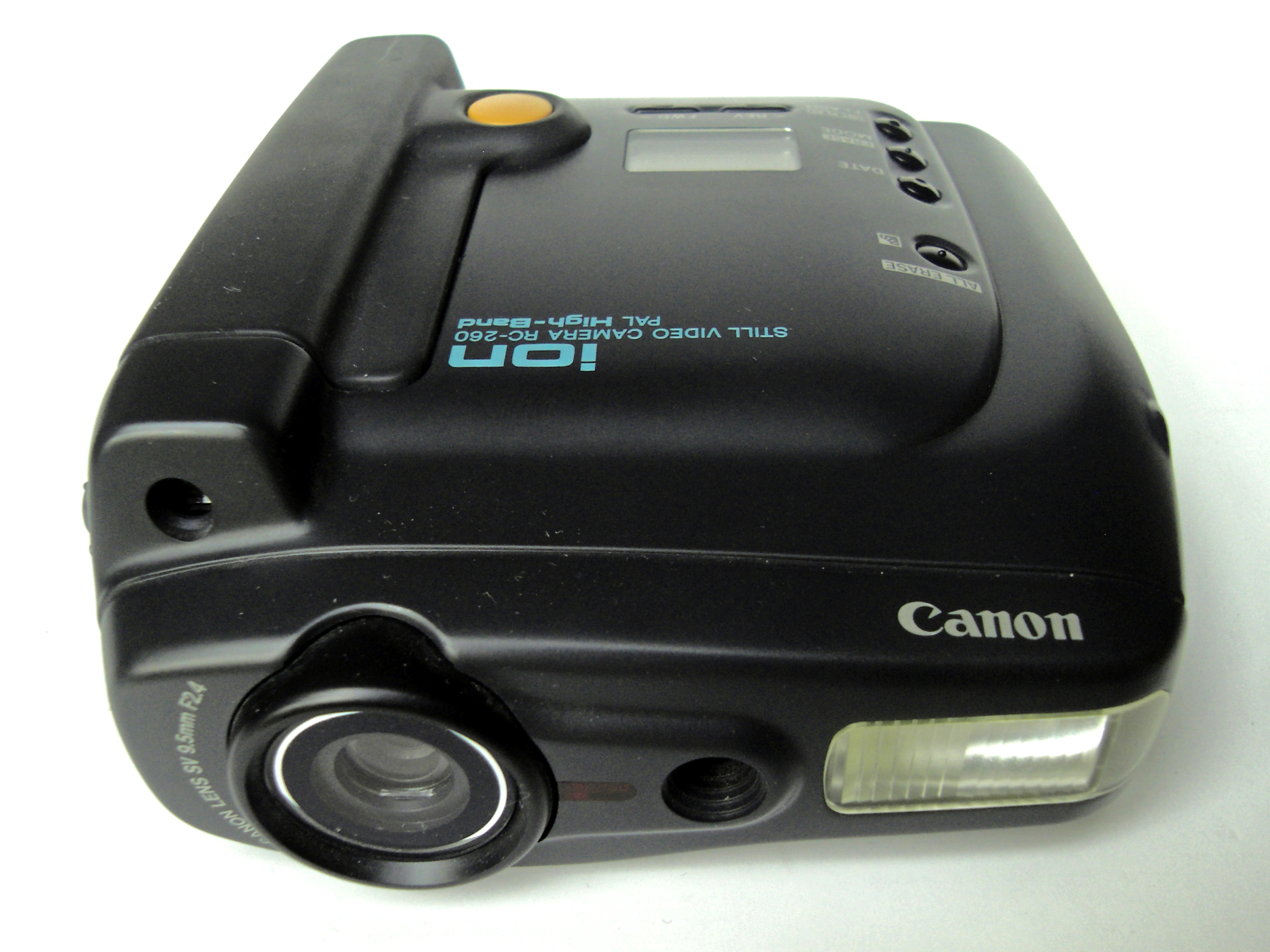
Still-Video-Kamera Canon Ion RC-260
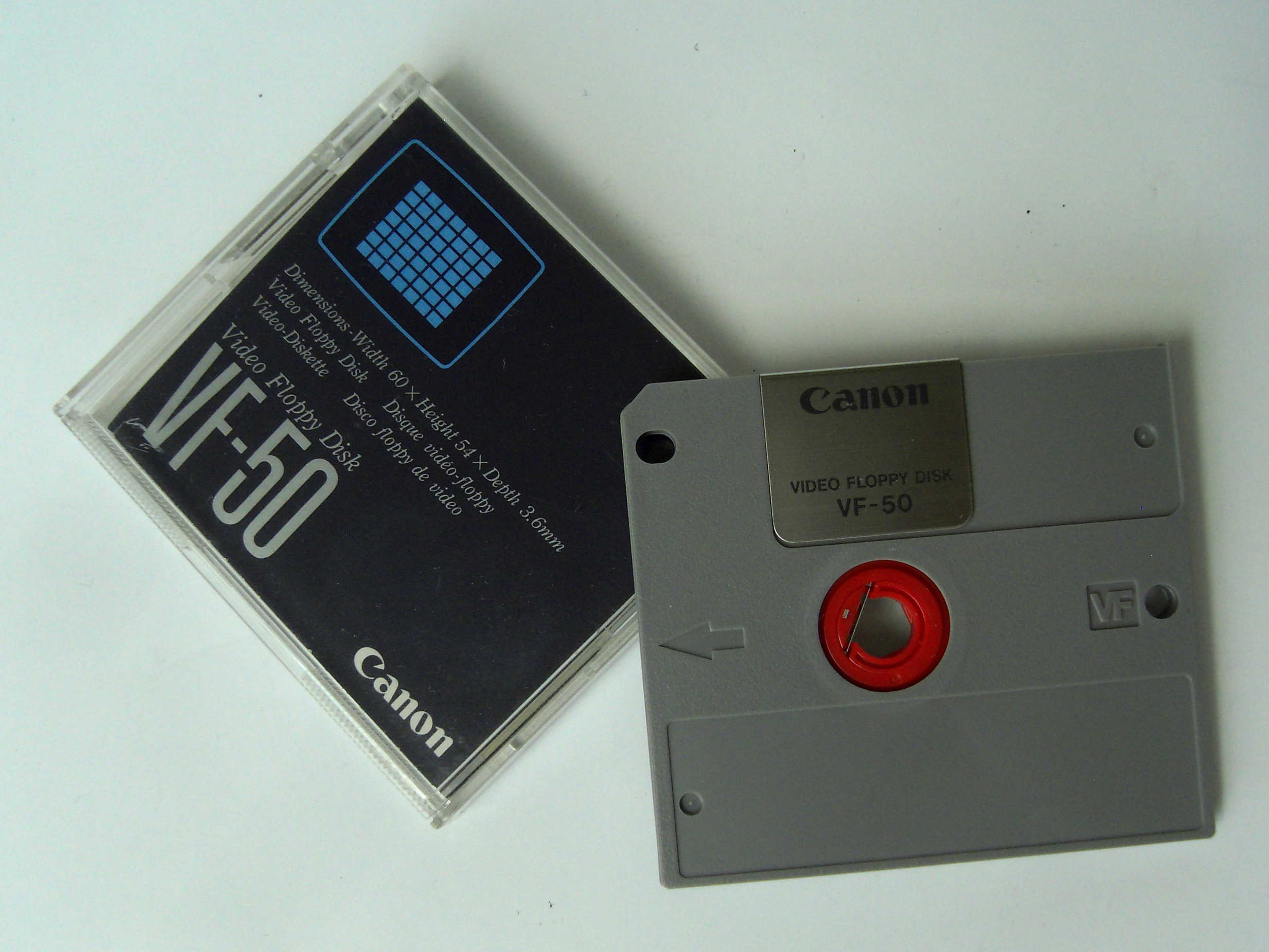
Zugehörige Video Floppy Disk Canon VF-50
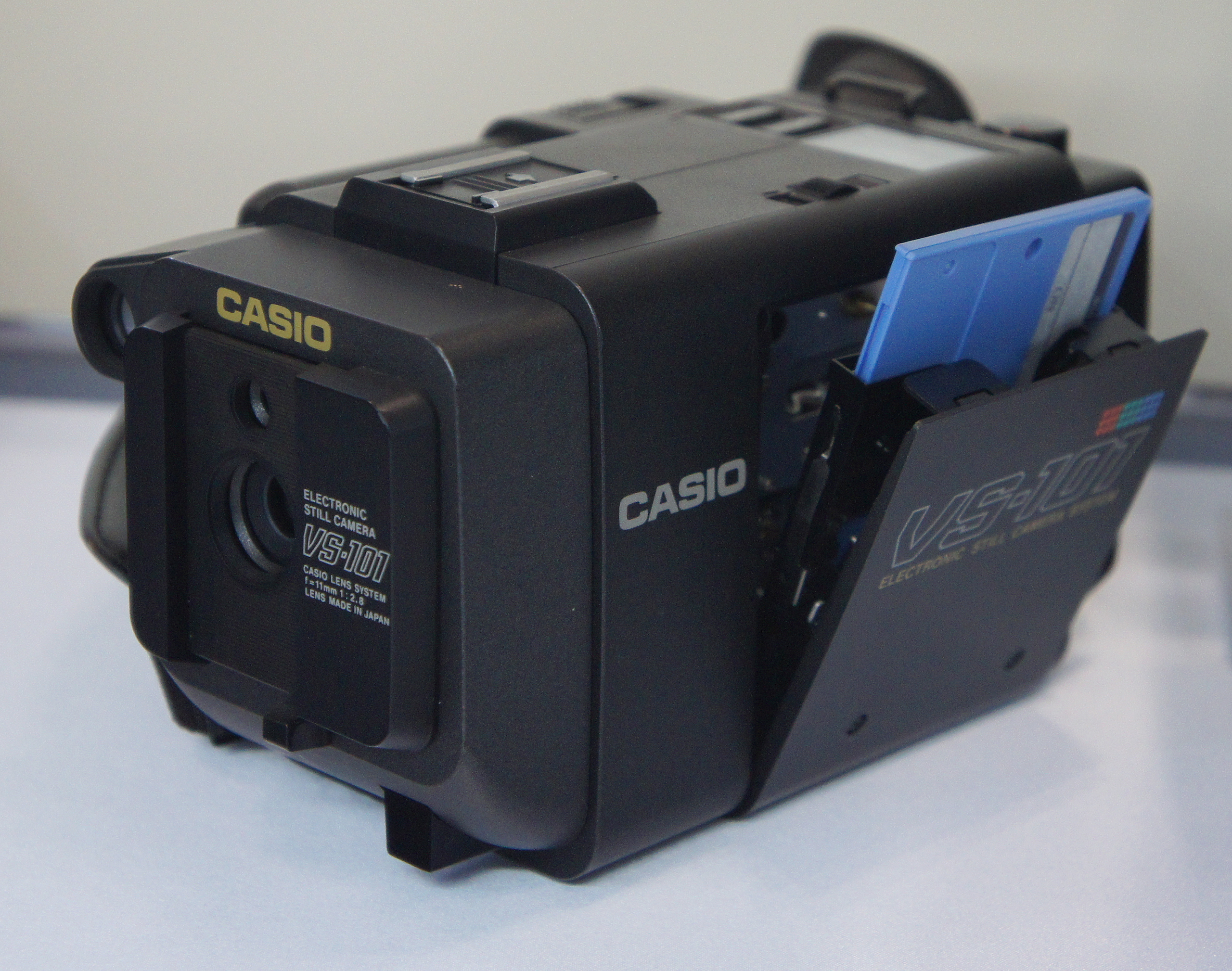
Still-Video-Kamera Casio VS-101
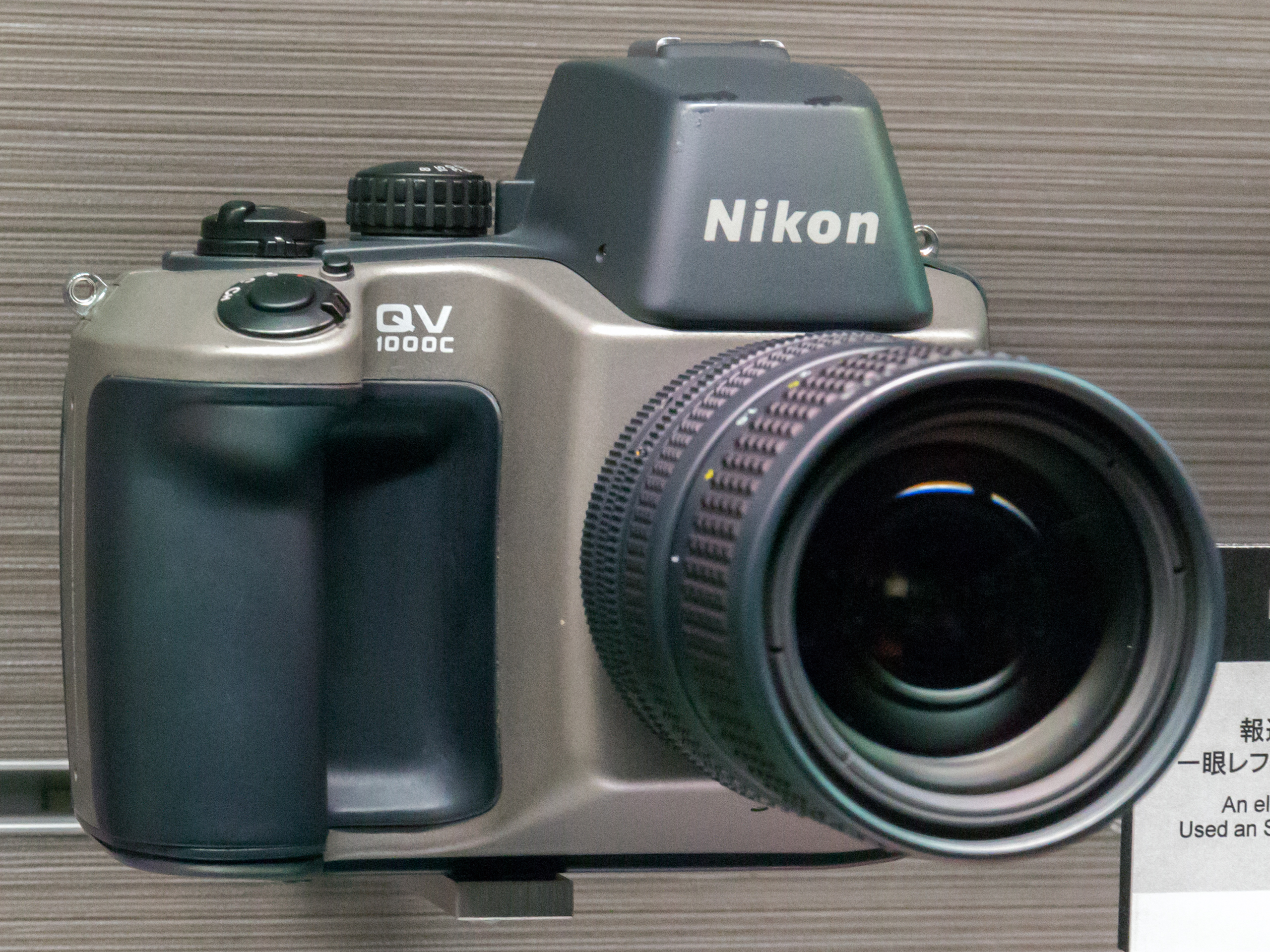
Still-Video-Kamera Nikon QV1000C